# Achaearanea lanyuensis
Achaearanea lanyuensis är en spindelart som beskrevs av Yoshida, Tso och Lucia Liu Severinghaus 2000. Achaearanea lanyuensis ingår i släktet Achaearanea och familjen klotspindlar.
Artens utbredningsområde är Taiwan. Inga underarter finns listade i Catalogue of Life.